# Estação Henri Fréville
Henri Fréville é uma estação da linha única do Metro de Rennes .